# عباس بوعذار
عباس بوعذار (8 يوليو 1992 الأهواز إيران - ) هو لاعب كرة قدم إيراني، يلعب كلاعب وسط.

## مسيرته

### مسيرته مع الأندية
- 2012 - 2014 لعب مع نادي استقلال أهواز 38 مباراة سجل خلالها 3 أهداف.

## روابط خارجية
- عباس بوعذار على موقع قاعدة بيانات كرة القدم.إي يو (الإنجليزية)
- عباس بوعذار على موقع Soccerway.com (الإنجليزية)